# Rue Léon-Maître
La rue Léon-Maître est une voie de Nantes, en France.

## Situation et accès
La rue est située dans le centre-ville, sur l'ancienne « île de la Saulzaie », partie orientale de l'île Feydeau. Elle est constituée de deux segments presque perpendiculaires : un premier axe est-ouest situé dans le prolongement oriental de l'allée Duguay-Trouin au-delà de la rue Bon-Secours, et un second axe nord-sud reliant ce premier segment septentrional au quai Turenne, ce dernier marquant également l'extrémité est de la rue Kervégan. L'artère est pavée, elle fait partie du domaine piétonnier.

## Origine du nom
La rue rend hommage à Léon Maître, archiviste et historien, spécialiste de l'histoire de la Bretagne.
La dénomination de « place Neptune » fut attribuée par la suite à un espace vert situé derrière l'« immeuble Neptune » à l'emplacement même de la pointe amont de l'île. Puis, à l'issue de l'aménagement des cours Franklin-Roosevelt et John-Kennedy, le nom de « parvis Neptune » fut attribué en 2012 à l'esplanade desservant l'immeuble « Carré Feydeau » construit à l'emplacement de l'« immeuble Neptune ».

## Historique
La rue est créée au XIXe siècle, en même temps que la nouvelle poissonnerie municipale — située jusqu'en 1806 à l'entrée ouest du pont de la poissonnerie — est construite, entre 1852 et 1853. Cet équipement est démoli en 1940, et son emplacement est laissé vierge de toute construction pendant quelques décennies.
Du début du XIXe siècle, le site se présente sous forme d'une esplanade baptisée « place Neptune » faisant référence à la devise de la ville (Favet Neptunus Eunti, ce qui se traduit généralement par « Neptune favorise ceux qui osent »). Lorsque la poissonnerie municipale est construite, celle-ci est longée sur son côté ouest par une nouvelle rue, qui prit le nom « place de la Poissonnerie » jusqu'au milieu du XXe siècle. Elle porte le nom de « rue Léon-Maître » depuis une délibération du conseil municipal, le 29 février 1968. 
Au début des années 1970, est édifié sur cet emplacement l'« immeuble Neptune », qui accueille quelques commerces au rez-de-chaussée (dont un bureau de poste) et un parking aux étages supérieurs.
Cette construction est démolie durant l'année 2011 pour laisser la place à un nouvel ensemble immobilier baptisé « Carré Feydeau » qui est livré en 2013. Avant les travaux, des fouilles archéologiques mettent au jour sous la voie des vestiges des fondations du mur de façade de l'ancienne poissonnerie et du quai la desservant, ainsi que les vestiges d'une cale (quai en pente douce) des XVIIe – XVIIIe siècles.

## Bâtiments remarquables et lieux de mémoire
Le « Carré Feydeau » compte :
- 13 059 m2 de surfaces commerciales ;
- 76 logements dans les étages supérieurs ;
- un parking de 520 places.